# Palmbaumtaler
Palmbaumtaler, Palmbaumgulden usw. sind Münzen meist des 17. Jahrhunderts aus dem norddeutschen Raum, die auf der Rückseite einen Palmbaum zeigen. 
Bei den Prägungen der Fürsten zu Waldeck und der Abtei Fulda ist der Palmbaum mit einem Stein beschwert; bei denen des Fürsten Johann Friedrich von Braunschweig-Calenberg steht er auf einer Insel im Meer, flankiert von zwei Schiffen.
Letztere existieren in vielen Varianten als Stücke zu 2/3 Thaler („Palmbaumgulden“), 1/3 Thaler und XXIV Mariengroschen, die durch die damalige Handanfertigung der Stempel in Text und Anordnung der Legenden sowie in den Abbildungen differierten.
Die Palme galt als Symbol von Stärke und Widerstandskraft.